# Кубок світу з біатлону 2018—2019 — етап 3
Третій етап Кубка світу з біатлону 2018—19 відбувається в Нове Место-на-Мораві, Чехія, з 20 по 23 грудня  2018 року. До програми етапу буде включено 6 гонок:  спринт, гонка переслідування та мас-старт у чоловіків та жінок.

## Гонки

### Чоловіки
| Гонка:                 | Золото:                      | Час               | Срібло:                   | Час               | Бронза:                  | Час               |
| Спринт 10 км           | Йоганнес Тінгнес Бо Норвегія | 23:09,9 (0+0)     | Олександр Логінов Росія   | +21,0 (0+0)       | Мартін Понсілуома Швеція | +54,2 (0+0)       |
| Переслідування 12,5 км | Йоганнес Тінгнес Бо Норвегія | 31:59.0 (1+0+2+1) | Олександр Логінов Росія   | 32:05.2 (1+1+1+1) | Тар'єй Бо Норвегія       | 32:22.9 (0+0+0+1) |
| Мас-старт 15 км        | Йоганнес Тінгнес Бо Норвегія | 37:25.2 (0+0+0+0) | Кантен Фійон Майє Франція | 38:11.7 (0+0+1+1) | Євген Гаранічев Росія    | 38:19.3 (0+0+0+0) |

### Жінки
| Гонка:               | Золото:                        | Час               | Срібло:                     | Час               | Бронза:                     | Час               |
| Спринт 7,5 км        | Марте Олсбю Ройселанд Норвегія | 19:44.6 (0+0)     | Лаура Дальмаєр Німеччина    | 19:49.1 (0+1)     | Пауліна Фіалкова Словаччина | 19:50.8 (0+0)     |
| Переслідування 10 км | Марте Олсбю Ройселанд Норвегія | 29:53.5 (0+0=1+1) | Доротея Вірер Італія        | 29:53.7 (0+0+0+1) | Ганна Еберг Швеція          | 29:58.2 (0+0+0+1) |
| Мас-старт 12,5 км    | Анастасія Кузьміна Словаччина  | 35:34.4 (1+0+0+1) | Пауліна Фіалкова Словаччина | 35:46.5 (0+0+1+1) | Анаїс Шевальє Франція       | 35:47.7 (1+1+1+0) |